# 23e division d'infanterie (États-Unis)
La 23e division d'infanterie (23rd Infantry Division) était une division de l'US Army, formée en 1942 en Nouvelle-Calédonie (les Américains craignant une attaque japonaise contre l'archipel au lendemain de l'attaque sur Pearl Harbor) et dissoute en 1971, qui a notamment participé sur le théâtre Pacifique de la Seconde Guerre mondiale et à la guerre du Viêt Nam (offensive du Tết, bataille de Kham Duc).

## Seconde guerre mondiale
En 1942, les Américains décident de créer une division pour défendre la Nouvelle-Calédonie à la suite de la demande des Français libres pour faire face à une éventuelle invasion japonaise. En manque de troupes, il décide de créer une division à partir de régiments disponibles plutôt que d'envoyer une division déjà constituée. Elle arrive en un seul convoi le 14 mars 1942 à Nouméa.
Elle est envoyée en octobre 1942 renforcer la 1re division de marine à Guadalcanal. Contrairement à d'autres divisions US, elle a reçu un entrainement au combat de jungle en Nouvelle-Calédonie. Le 164e régiment d'infanterie débarque le premier le 13 octobre et prend l'offensive le 24. Il s'agit de la première action offensive de l'US Army. Fin 1942, d'autres éléments rejoignent. En janvier 1943, le 132e régiment d'infanterie participe à l'assaut sur le complexe fortifié du Gifu dans les Monts Austen. La division quitte l'île le 9 février.
Le prochain engagement de la division est la libération de l'île de Bougainville. Elle arrive sur l'île le 25 décembre 1943 en remplacement de le 3e division de marine pour tenir la tête de pont. Le 7 mars 1944, elle subit une vaste contre attaque. Grâce à l'avertissement du contrespionnage, les positions ont pu être consolidées. Malgré cela les combats se finirent au corps à corps. Mais la division ne plie pas et les japonais sont repoussés le 25 mars. Puis, la division passe à l'offensive prenant des points stratégiques. Elle quitte l'île le 30 novembre 1944. 
Le 8 janvier 1945, elle débarque sur les îles de Leyte et de Samar aux Philippines pour participer à conquête de ses îles. Elle quitte Leytes le 13 mars et débarque sur Cebu le 26 où elle prend la ville et l'aéroport. Des groupes de combat de la division débarquent ensuite sur Bohol, Negros, et Mindanao où ils éliminent les résistances japonaises jusqu'au 17 juin. 
Le 10 septembre 1945, la division débarque au Japon pour participer à l'occupation de la zone de Okohama–Kawasaki–Yokosuka.

## Après-guerre
Elle retourne aux États-Unis le 21 novembre 1945 et elle est désactivée le 12 décembre 1945. 
La division est réactivée le 1er décembre 1956 pour servir sur le canal de Panama. Puis elle est désactivée le 10 avril 1956. 

## Guerre du Vietnam
Elle est réactivée le 25 septembre 1967 à Chu Lai au Vietnam avec des unités déjà sur place ou qui venaient d'arriver. Elle quitte le Vietnam en novembre 1971, date de sa désactivation.